# Mama Ocllo
Mama Ocllo (na peruanskom kečuanskom jeziku piše se i Mama Uqllu) je u mitologiji Inka božica i majka plodnosti.  Prema jednoj legendi ona je kćer boga Intia i njegove supruge Mame Quille, kao i sestra prvog vladara Inka carstva Manco Cápaca. Zajedno sa svojim bratom Manco Cápacom, biva poslana od Intia da bi poboljšala svijet. Inti joj je dao zlatni štap Tupayawri, s kojim je trebala naći plodno tlo i na tom mjestu zajedno s bratom osnovati carstvo. Kada se to dogodilo na tom mjestu osnovali su grad Cuzco i time udarili temelje carstvu Inka. Kasnije stanovnike grada Manco Cápac naučio je poljodjelstvu.
Ova legenda se i danas prepričava među autohtonim snanovništvom nekadašnjeg Inka carstva.